# シャーフコップフ
シャーフコップフ（ドイツ語: Schafkopf）は、ミュンヘンなど、主にドイツのバイエルン地方で盛んに競技されている、トランプを使ったトリックテイキングゲームである。スカートの元になったゲームとしても知られる。

## 概要
「シャーフコップフ」とは、ドイツ語で「ヒツジの頭」を意味するが、なぜこの名前がついたのかは諸説あり、判明していない。
ブリスコラ・シュナプセンなどと同様に、Aを11点、10を10点とする点数の体系を持つポイントトリックゲームであるが、すべてのオーバー（Qに相当）・ウンター（Jに相当）がもっとも強い切り札として扱われるところに特徴がある。
しばしば金銭を賭けて競技されるが、ドイツの法律上賭博は勝負が偶然によって決まるものであり、シャーフコップフは技術のゲームであるため、金銭を賭けても賭博にあたらない。当然日本で競技する場合は話が別になる。
スカート以外にも各地に同系統のゲームが行われている。ドイツ北部やフランクフルト周辺では、ドッペルコップフというふた組のトランプを使った類似のゲームが盛んである。ラトビアには、切り札以外のスートから7と8を除いた26枚のカードを使ってスカートのように3人で競技するズウォレ（英語版記事）というゲームがあり、ラトビアの国民的ゲームになっている。手札は8枚で、ひとりの攻撃者が残り2人のチームと戦う。攻撃者は残った2枚のカードと手札の不要な2枚を取りかえられ、ひとりで61点以上を獲得しなければならない。シャーフコップフはアメリカの一部の地域（ウィスコンシン州など）にもドイツ系移民によってもたらされ、シープスヘッド（英語版記事）という名前で競技されている。

## ルール
|          |    |        |    |
| ドングリ | 葉 | ハート | 鈴 |

多くのローカルルールがあるが、ここでは主に標準的なルールを記述する（外部リンク参照）。
競技人数は4人。トランプはドイツタイプの32枚のカードを用いる。ドイツタイプのトランプでは絵札は王（König）・オーバー（Ober）・ウンター（Unter）からなり、数札は7・8・9・10の4種類、それにAがある。スートはドングリ（Eichel）・葉（Gras）・ハート（Herz）・鈴（Schellen）の4種類からなっている。
シャーフコップフでは、切り札スートは原則としてハートに固定されている。それ以外に、すべてのオーバーとウンターが最高の切り札となる。オーバー同士・ウンター同士では、スートによって強弱が決まる（ドングリ > 葉 > ハート > 鈴）。オーバーとウンターの8枚のことをドイツ語ではHerrenと呼ぶ。切り札は全部で14枚、切り札以外が18枚ある。
オーバー・ウンター以外は A > 10 > 王 > 9 > 8 > 7 の順に強く、強い方がカードの点数も高い。オーバーやウンターは強いけれどもカードの点数はあまり高くないことに注意。すべてのカードの点数を合計すると120点になる。このうちの半分を越える61点以上を取ることがゲームの目的になる。
| ランク | オーバー | ウンター | A  | 10 | 王 | 9 | 8 | 7 |
| 点数   | 3        | 2        | 11 | 10 | 4  | 0 | 0 | 0 |

最初のディーラーは何らかの方法で決める。ディーラーはプレイごとに時計回りに移動する。各競技者の手札は8枚で、ディーラーは4枚ずつまとめて配る。

### 宣言
各競技者は手札を見て、ディーラーの左隣から順に時計回りに、自分が攻撃側（Spielerpartei、直訳すると「競技者チーム」）になることを宣言するか、パスする。一度パスした競技者はその回のプレイでは二度と宣言できない。だれかが宣言した後に、別の人が自分も宣言したいときには、前の人よりも高い条件をつけなければならない。このとき、最初に宣言した人はパスすることも、別の（2番目に宣言した人以上の）条件で宣言することもできる。高い条件を指定した人の宣言が有効になる。複数の人が同じ条件で宣言した場合は、ディーラーの左隣から時計回りにみて早いほうの競技者の宣言が有効になる。最初の宣言者と2番目の宣言者の間でどちらの宣言が有効かが決定したあと、3番目以降の宣言も同様に進める。
誰も宣言しなかった場合は、流局となり、次のディーラーがカードを配り直す。なお、このときに次回の点数が倍になるなどのローカルルールもある。
宣言するときの条件には以下のものがある。下へいくほど高い条件になる。ローカルルールによってはこれ以外の条件を認めることもある。
通常（Rufspiel）
攻撃者はあるスート（ハート以外）を指定する。そのスートのAを持っている人がパートナーとなる。攻撃者は指定したカード（A・オーバー・ウンターを除く）を少なくとも1枚は持っていなければならない（したがって4枚のAが手札にある競技者はこの条件で宣言できない）。パートナーは自分がパートナーであることを他人に知らせてはならない。指定されたスートがリードされたら必ずAを出さなければならない。指定されたAは最終トリック以外で捨て札として使ってはならない。リードに関してはとくに制約はない。
ヴェンツ（Wenz）
攻撃者がひとりで他の3人を相手に競技する。切り札としてウンター4枚だけを使用する（ハートおよびオーバーは切り札でない）。スカートのグランに相当。シャーフコップフではヴェンツ（人名に由来する）はウンターの別名。
ゾーロー（Solo または Farb-Solo）
攻撃者がひとりで他の3人を相手に競技する。この場合、攻撃者は切り札スートをハート以外に指定できる。
ヴェンツ・トゥー（Wenz Tout）
ヴェンツと同じ条件で全部のトリックを取る。トゥーは「すべて」という意味のフランス語。ただし、ドイツ語版記事によるとバイエルンでは「ドゥー」と濁るという。
ゾーロー・トゥー（Solo Tout）
ゾーローと同じ条件で全部のトリックを取る。
ズィー（Sie）
最初の手札が4枚のオーバーと4枚のウンターだったとき、それをさらして宣言する。現実にはまず起こらない。

### プレイ
プレイは時計回りに進行する。ディーラーの左隣が最初のトリックをリードする。ほかの競技者は、以下のルールに従ってカードを1枚ずつ出していく。
1. リードが切り札のときは、切り札を持っていればそれを出す。そうでないときは何を出してもよい。オーバーとウンターはすべて切り札に属することに注意。
2. リードが切り札以外のときは、同じスートの（切り札でない）カードを持っていればそれを出す。そうでないときは何を出してもよい。

最強の切り札を出した人か、切り札が出なければリードと同じスートの最強のカードを出した人がトリックの勝者となる。トリックの勝者は場に出たすべてのカードを獲得し、次のトリックをリードする。以上を手札が尽きるまで繰り返す。

### 特殊ルール
プレイ開始時（通常は最初のトリックがリードされたとき）に、防御側はコントラ（Kontra）を宣言することができる。この場合のプレイの点数が倍になる。コントラをかけられた攻撃側は、さらにレ（Re、正式にはRetour）を宣言することができ、この場合は点数は4倍になる。
最初の4枚まで配られたところで、だれかがダブルを宣言すると、その回のプレイは点数が倍になるというローカルルールがある。複数の競技者がダブルを宣言すると、点数は4倍・8倍・16倍になっていく。

### 得点
金銭を賭ける場合、あらかじめ決めておいたレート（例：通常の基本点がユーロ10セント、ゾーローなどの場合は50セント）によって実際に授受する金額が異なる。ここでは通常の基本点を1点として説明する。たとえば「1点を得る」とあったら「相手チームの各競技者がそれぞれ1点に相当する金銭を支払う」という意味である。
トゥーを指定していない場合、攻撃側は61点以上を取ると勝ちになり、攻撃側の各競技者が1点を得る。ヴェンツやゾーローでは攻撃者が5点（上記のとおりレートの決め方により異なる）を得る。
攻撃側が91点以上を獲得することをシュナイダー（Schneider）といい、ボーナス点1点が加わる。攻撃側がすべてのトリックを取ることをシュヴァルツ（Schwarz）といい、ボーナス点は2点になる。
チームが最強のカードからランクの連続した3枚以上（ヴェンツでは2枚以上）の切り札を持っていた場合は1枚につきボーナス1点が支払われる。ヴェンツの場合は最大4点、それ以外の場合は最大14点（パートナーがいなければ8点）になる。
攻撃側がトゥー（ヴェンツ・トゥーまたはゾーロー・トゥー）を指定してそれを成功させた場合、得点は2倍になる。ただし、この場合はシュナイダー・シュヴァルツのボーナス点は発生しない。ズィーでは得点が4倍になる。
攻撃側が60点以下しか取れない場合、またはトゥーを指定して失敗した場合は、成功したときに攻撃側が得られるのと同じ点数を防御側が得る。攻撃側が30点以下の場合はシュナイダー・攻撃側が1トリックも得られない場合はシュヴァルツとなり、上記と同じボーナス点を防御側が得る。
コントラが指定されている場合、以上の点数は2倍になる（レでは4倍）。
なお、トーナメントルールでは上記とは得られる点数が異なる。